# Lily Bollinger
Lily Bollinger (Évreux (Eure), 2 oktober 1899 - Aÿ (Marne), 22 februari 1977) werd geboren als Élisabeth Law de Lauriston-Boubers. Ze was een Franse zakenvrouw, met name als directeur van het champagnehuis Bollinger, dit van 1941 tot 1971.

## Biografie
Ze was de dochter van Baron Olivier Law de Lauriston-Boubers, een cavalerieofficier en bestuurder van de Société Lyonnaise des eaux et de l'éclairage, en van Berthe de Marsay. 
Ze trouwde op 10 november 1923 met Jacques Bollinger, algemeen directeur van Bollinger champagnes en kleinzoon van de oprichter Jacques Joseph Bollinger.

### Aan het hoofd van het bedrijf

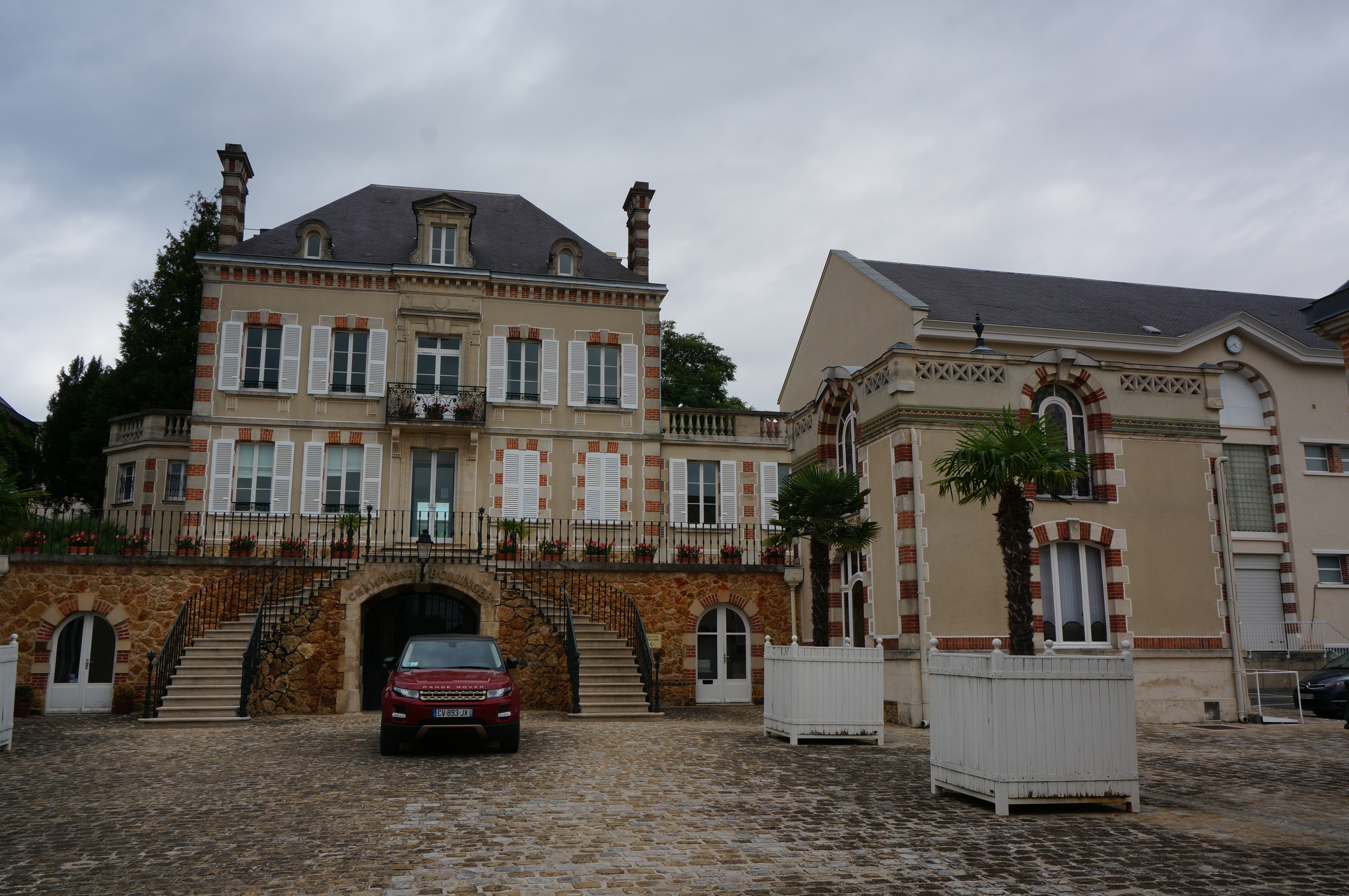
Bollinger hoofdzetel

In 1941 werd ze, na de dood van haar man, voorzitter van Bollinger en ze bleef het champagnehuis leiden tot 1971.
Enkele belangrijke verwezenlijkingen zijn:
- De aankoop van extra wijngaarden om meer druiven voor de productie van champagne te kunnen produceren.[4]
- De lancering in 1961 van de Recently Disgorged (R.D.): Deze champagnes rijpen minstens vier keer langer dan de klassieke brut, en hoe langer de wijn in contact is met de lie (dode gist), hoe complexer de aroma's worden. De etiketten waren de eerste in de geschiedenis waarop een degorgementdatum stond vermeld, wat een kleine revolutie betekende in de Champagnewereld.
- In 1969 lanceerde ze de jaargangen Vieilles Vignes Française. Deze champagne is afkomstig van 3 kleine percelen van het huis die op wonderbaarlijke wijze de phylloxera-epidemie overleefden. Er zijn nu maar 2 percelen over en is er nog steeds een risico op infectie. Deze percelen, beschermd door een muur, zijn beplant met Pinot Noir. Ze bevinden zich in Aÿ en zijn geclassificeerd als Grand Cru. De opbrengst is extreem laag en de wijnen zijn extreem intens. Lily Bollinger begreep het unieke karakter en de potentie van deze percelen.
- Tijdens Wereldoorlog II opende Mevrouw Bollinger de deuren van de kelders van het champagnehuis om de dorpelingen te beschermen. Ook de begrafenissen van de slachtoffers bereidde ze zelf voor. Hierdoor kreeg ze nog veel respect in het dorp. Haar moed werd later beloond met een lofbetuiging van de Britse regering.[5]
- Ze reisde ook veel over het Kanaal en de Atlantische Oceaan om haar champagnes te verkopen. Ze kreeg de bijnaam "First Lady van Frankrijk". Zij versterkte de bevoorrechte relatie tussen Bollinger en de Engelse kroon, zoals blijkt uit de 5e en 6e koninklijke onderscheiding, respectievelijk in 1950 bevestigd door koning George VI en in 1960 door koningin Elizabeth II. Het was tijdens een van haar reizen naar Londen in 1961 dat ze een journalist van de Engelse krant Daily Mail het volgende bekend geworden citaat gaf:

"I drink champagne when I'm happy and when I'm sad. Sometimes I drink it when I'm alone. When I have company I consider it obligatory. I trifle with it if I'm not hungry and drink it when I am. Otherwise, I never touch it -- unless I'm thirsty."(“Ik drink champagne als ik blij ben en als ik verdrietig ben. Soms drink ik het als ik alleen ben. Als ik bezoek heb, beschouw ik dat als een verplichting. Ik drink het als ik geen honger heb en als ik wel honger heb, drink ik het. Anders raak ik het nooit aan -- tenzij ik dorst heb.”)
— Mr Jones' Rules for the Modern Man

Lily was een bekend gezicht in de wijngaarden van Ay. Ze fietste elke dag rond door haar wijngaarden om de planten te inspecteerde om er zeker van te zijn dat ze gezond waren. Haar fiets was zo onlosmakelijk met haar persoonlijkheid verbonden dat de Amerikaanse importeur van Bollinger een zadel van krokodillenleer bij Hermès bestelde met de initialen LLB voor Lily Lauriston Bollinger. Ze gebruikte haar gave met discretie en bescheidenheid. Tegenwoordig maakt het zadel deel uit van de collectie die tentoongesteld wordt in het museum in het huis in Aÿ.
Haar neven Claude d'Hautefeuille en Christian Bizot (1928-2002) volgden haar op.

### Postuum
- De Madame Bollinger Foundation heeft als doel de uitmuntendheid in oenologie te bevorderen en kwaliteit, onderwijs, beroepskwalificaties en ethiek in alle zaken met betrekking tot wijn op internationaal niveau te bevorderen. De Foundation werd opgericht in 1987 en werd in 1988 de eerste partner van The Institute of Masters of Wine.[8]
- In 2002 werd de Lily Bollinger Award opgericht door Bollinger en Arvid Nordquist om vrouwelijke sommeliers te stimuleren om competitief te zijn in deze typische mannenwereld.[9]

## Onderscheiding
- 1976: Ridder in de Nationale Orde van Verdienste.